# Akerøya
Akerøya est une île de la commune de Hvaler ,  dans le comté d'Østfold en Norvège.

## Description
L'île de 1,6 km2 se trouve dans l'Oslofjord extérieur, juste au sud des îles de Vesterøy et Spjærøy . L'île est inhabitée et fait partie du Parc national d'Ytre Hvaler depuis 2009. Elle est une zone ouverte mais, pendant la saison de reproduction du 15 avril au 15 juillet, la circulation est interdite sur de grandes parties de l'île.
Sur l'îlot Festningholmen près d'Akerøya se trouve le fort d'Akerøy qui, à partir du 17e siècle, faisait partie des fortifications de la forteresse de Fredrikstad. Il y a une maison sur l'île où vécut l'écrivain Johan Borgen.

### Réserve naturelle
La réserve naturelle fut créée en 1978, puis intégrée au parc national d'Ytre Hvaler. Depuis 1961, la station ornithologique d'Akerøya  y enregistre les oiseaux.

## Galerie

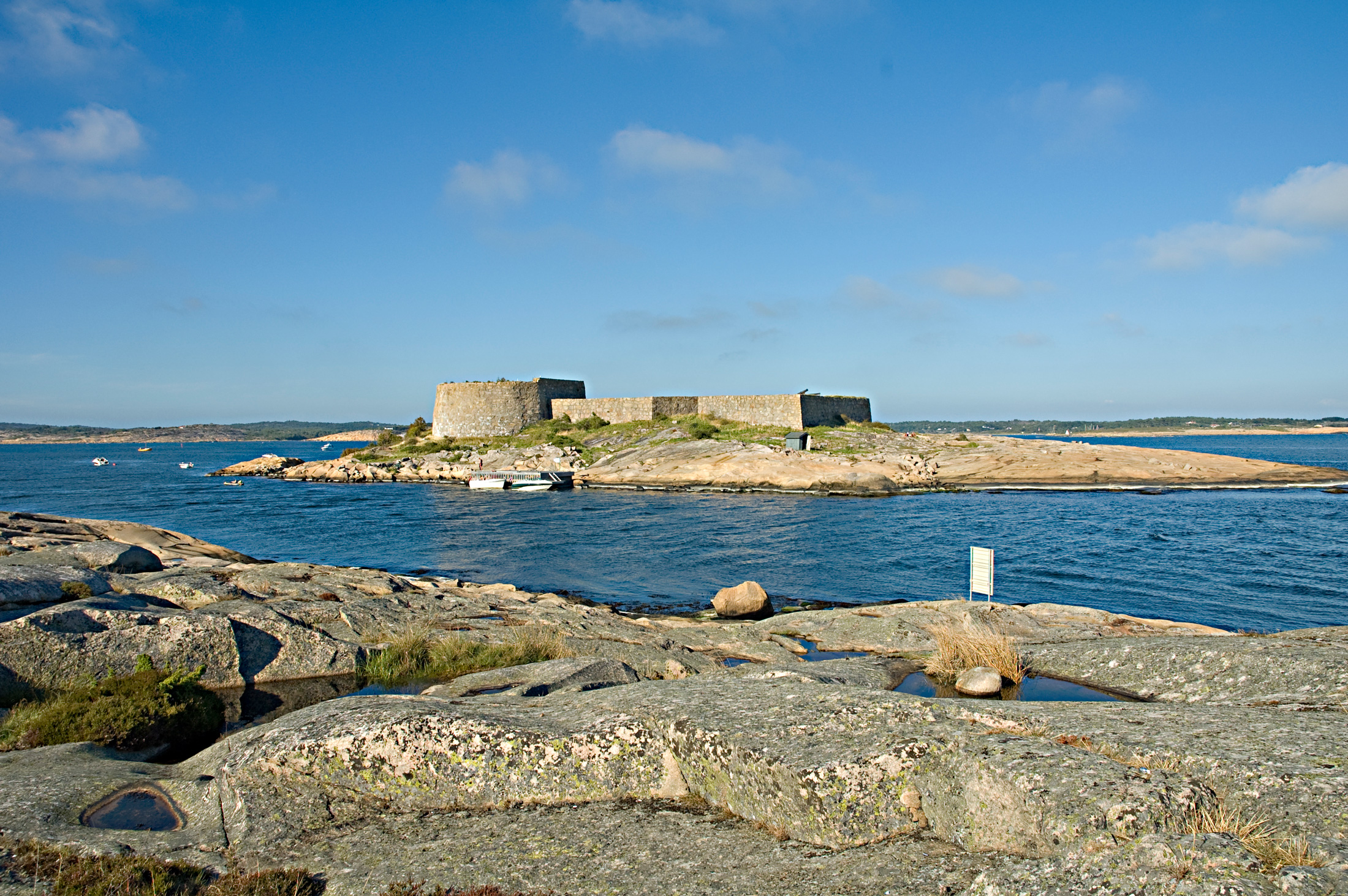
Fort sur Festningsholmen
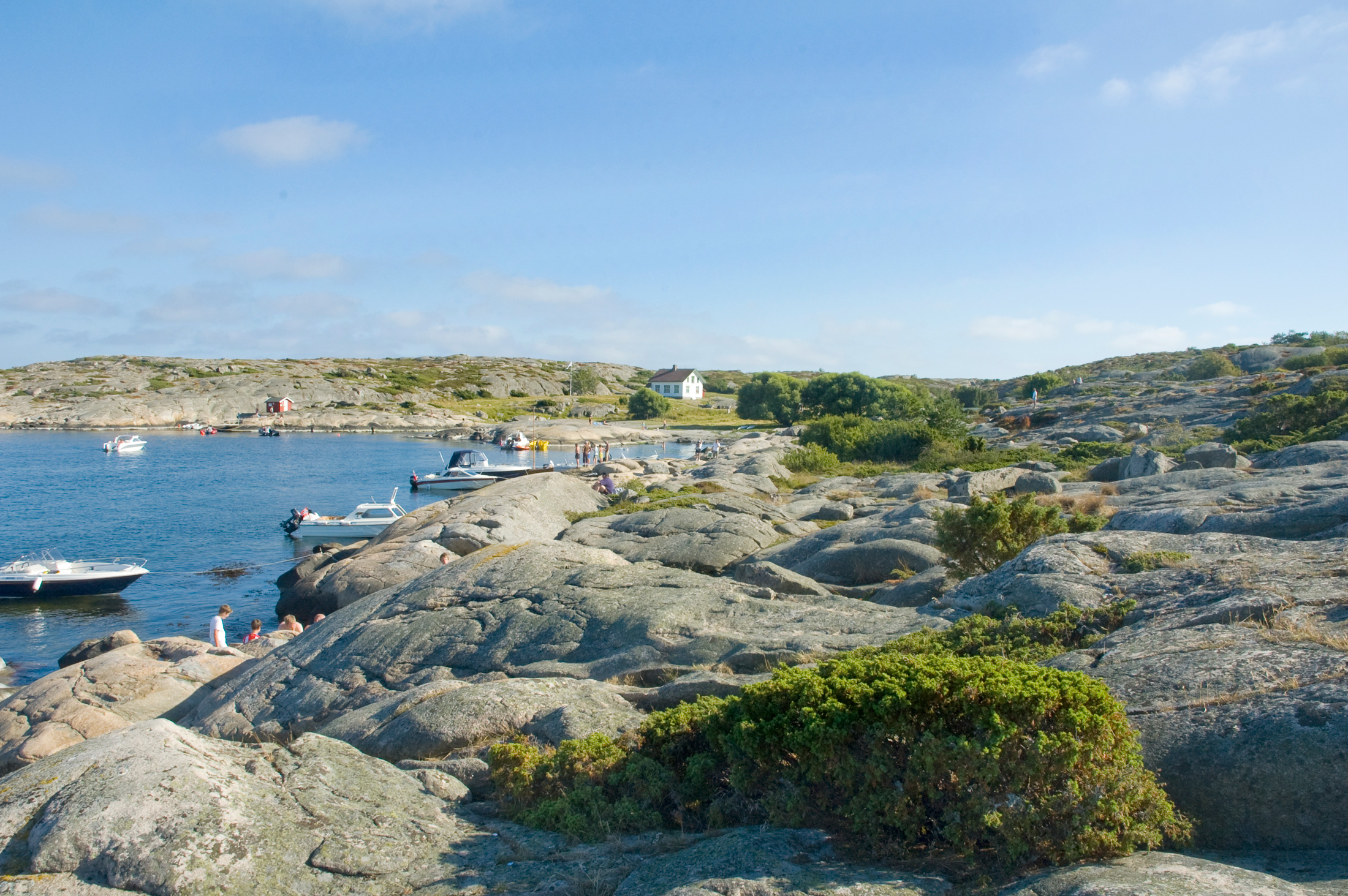
Akerøya
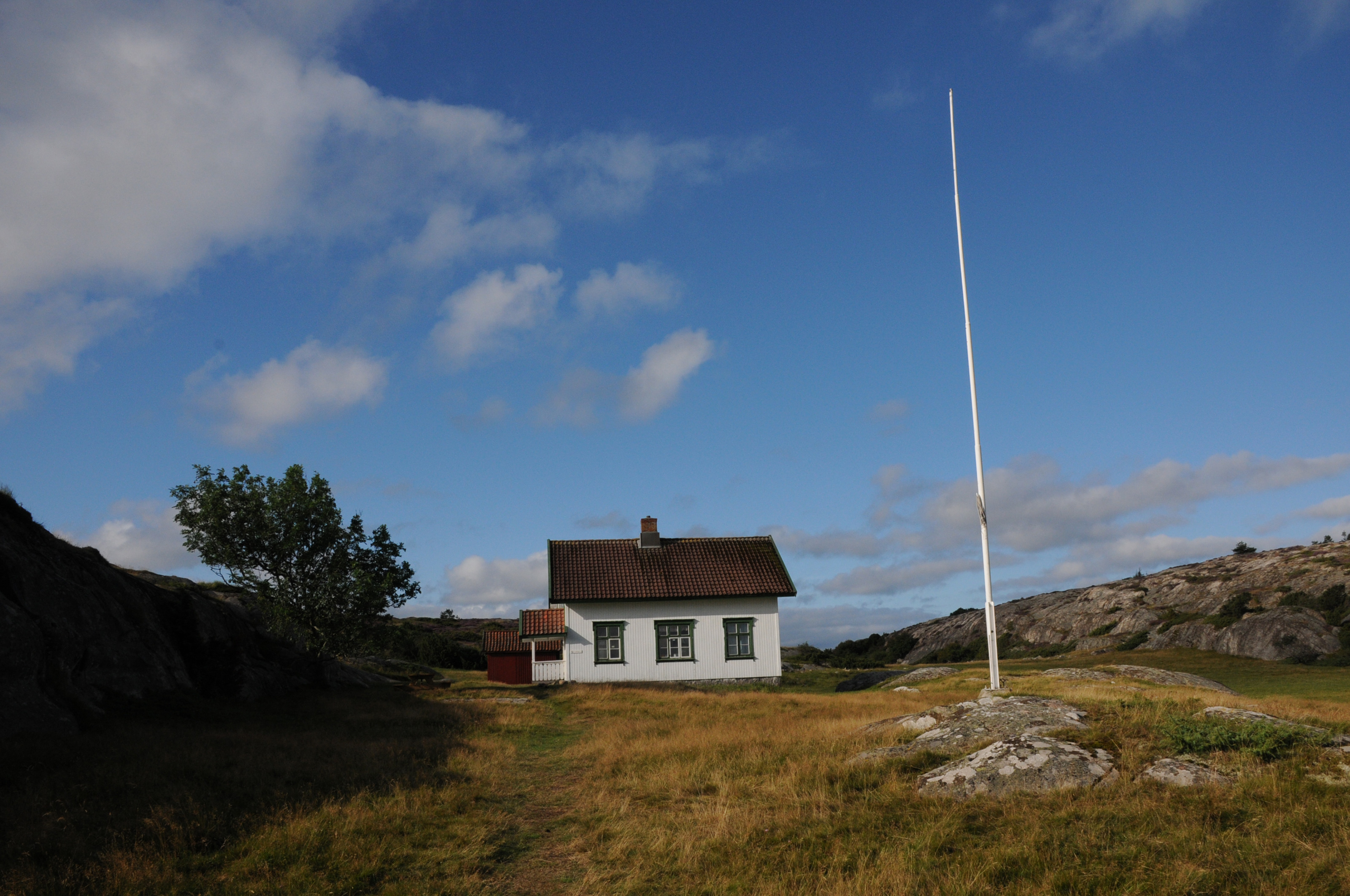
Maison de Johan Borgen